# Pleurothallis corysta
Pleurothallis corysta är en orkidéart som beskrevs av Carlyle August Luer. Pleurothallis corysta ingår i släktet Pleurothallis och familjen orkidéer. Inga underarter finns listade i Catalogue of Life.